# Azharot
Els azharot (hebreu: אזהרות‎, "exhortations") són poemes litúrgics didàctics relatius als 613 preceptes o manaments (mitzvà) de la llei mosaica (248 imperatius i 365 prohibitius o negatius), segons l'enumeració rabínica, destinats a servir de guia al creient per poder portar una vida d'acord amb la moral. El primer exemple conegut està inclòs en el sidur de Saadia Gaon, del segle x. Els de més renom són els del barceloní Isaac ben Rovèn, i el de l'andalusí Avicebró (Shlomo ibn Yehuda ibn Gabirol), ambdós del segle xi.
Entre els qui d'alguna manera reciten els azharot, el costum comú més habitual és per recitar-los algun cop durant el període de Xavuot. Són recitats de forma variada durant les cerimònies de mussaf, mincha o arvit del Xavuot a la sinagoga, o durant el Sàbat previ a Xavuot. Algunes comunitats sefardites de la diàspora canten els manaments positius o imperatius dels azharot en el primer dia de Xavuot, i els negatius o prohibitius en el segon dia.
Les comunitats sefardites orientals reciten els azharot de Ibn Gairol, mentre les comunitats africanes del nord de Marroc, Algèria, Tunísia, i Líbia reciten els azharot del Barceloní. No obstant, el consell rabínic és el de preferir la lectura de la llista en prosa de Maimònides als poètics azharot.